# Ralph Flanagan (Schwimmer)

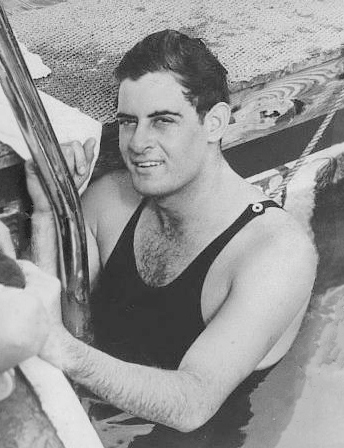
Ralph Flanagan, 1938

Ralph Flanagan (eigentlich Ralph Drew Flanagan; * 14. Dezember 1918 in Los Alamitos, Kalifornien; † 8. Februar 1988 ebenda) war ein US-amerikanischer Schwimmsportler.
Ralph Flanagan trat für die Sportvereine Miami SC und Miami Biltmore Aquatic Club an. Die Olympischen Sommerspiele 1932 in Los Angeles waren die ersten, an denen er teilnahm. Dort schied er jedoch im Halbfinale des Schwimmwettbewerbs über 1500 m Freistil aus. Bei den Olympischen Sommerspielen 1936 in Berlin drang er in den Wettbewerben über 400 m Freistil und 1500 m Freistil bis in das Finale vor, in denen er über 400 m den vierten und über 1500 m den fünften Platz belegte. Eine Medaille errang er jedoch lediglich mit der Staffel über 4 × 200 m, in der er zusammen mit John Macionis, Paul Wolf und Jack Medica in einer Zeit von 9:03,0 min den zweiten Platz hinter Japan und vor der ungarischen Staffel belegte.
In seiner Laufbahn gewann er zwanzigmal einen nationalen AAU-Titel, er hielt 26 nationale und zwei Weltrekorde. Zu einem Zeitpunkt hielt er in den Freistilwettbewerben sämtliche Rekorde von der Kurzstrecke über 220 Yards bis zur Langstrecke über eine Meile.
Nach seinem Karriereende blieb er dem Schwimmsport verbunden und arbeitete für das Rote Kreuz. Später war er in Los Angeles für Sicherheitsprogramme zuständig. 1978 wurde er in die Ruhmeshalle des Internationalen Schwimmsports aufgenommen.